# Хара, Франсиско
Франси́ско Ха́ра Гариба́й (исп. Francisco Jara Garibay; 3 февраля 1941, Гвадалахара — 2 февраля 2024, Гвадалахара, Халиско, Мексика) — мексиканский футболист, участник чемпионата мира 1966 года. Является одним из титулованных игроков в истории «Гвадалахары», с которой суммарно выиграл 13 титулов.

## Биография

### Игровая карьера
Хара всю футбольную карьеру, которая продолжалась 11 сезонов, играл за «Гвадалахару», с которой суммарно выиграл 13 титулов, среди которых пять чемпионств, два Кубка Мексики и Кубок чемпионов КОНКАКАФ 1962 года.
Завершил карьеру в 1971 году, сыграв за «Чивас» более 240 матчей.
Попал в заявку сборной Мексики на ЧМ-1966, но на турнире не сыграл.

### Смерть
Скончался 2 февраля 2024 года, за день до своего 83-летия.

## Достижения
«Гвадалахара»
- Чемпион Мексики (5): 1960/61, 1961/62, 1963/64, 1964/65, 1969/70
- Обладатель Кубка Мексики (2): 1963, 1970
- Обладатель Чемпион чемпионов Мексики (5): 1960, 1961, 1964, 1965, 1970
- Победитель Кубка чемпионов КОНКАКАФ (1): 1962